# Grigorij Korolow
Grigorij Kuźmicz Korolow (ros. Григорий Кузьмич Королёв, ur. 12 października 1884 we wsi Mielnicziszcze w guberni kostromskiej, zm. 27 marca 1927 w Moskwie) – radziecki działacz partyjny i państwowy.

## Życiorys
W 1904 wstąpił do SDPRR, 1917 został członkiem Rady Kineszemskiej, potem członkiem rejonowego związku włókniarzy, od stycznia do grudnia 1918 był przewodniczącym Zarządu Związku Włókniarzy, następnie komisarzem pracy guberni iwanowo-wozniesienskiej. Od września 1919 był przewodniczącym Komisji przy Wydziale Pracy Iwanowo-Wozniesienskiej Gubernialnej Radzie Włókniarzy, od czerwca 1920 do sierpnia 1921 przewodniczącym Komitetu Wykonawczego Iwanowo-Wozniesienskiej Rady Gubernialnej, potem przewodniczącym Komitetu Szturmowego ds. Uruchomienia Przedsiębiorstw Tekstylnych Guberni Iwanowo-Wozniesienskiej, a od 1921 do czerwca 1922 instruktorem odpowiedzialnym KC RKP(b). Od czerwca 1922 do marca 1923 był sekretarzem odpowiedzialnym kostromskiego gubernialnego komitetu RKP(b), potem członkiem Kolegium Ludowego Komisariatu Ochrony Zdrowia RFSRR, a od 1926 do końca życia przewodniczącym KC Związku Włókniarzy. Pochowany na Cmentarzu Nowodziewiczym w Moskwie.